# Nätblodbi
Nätblodbi (Sphecodes reticulatus) är en biart som beskrevs av Thomson 1870. Nätblodbi ingår i släktet blodbin, och familjen vägbin. Inga underarter finns listade.

## Beskrivning
Ett slankt bi med nästan ingen päls och en kropp som är svart utom på de främre tergiterna som är röda. Hos honan är tergit 1 till 3 röda, medan hanen har större delen av tergit 1 svart, medan det röda varierar från nedersta kanten till halva nederdelen. Hans andra tergit är helt röd, och den tredje nästan helt svart. Han har dessutom tät, vit behåring i ansiktet. Benen är svarta hos båda könen. Honan är 7 till 10 mm lång, medan hanen är 6 till 8 mm.

## Ekologi
Nätblodbiet förekommer i många olika marktyper, företrädesvis med lätta jordar som sandhedar, sandtag och gräsmarker på kalkgrund, men också stäpper och buskage. Det har två generationer: En, endast bestående av övervintrande, parade honor som flyger under april till maj, och en, blandad, som flyger under juli till september. Biet besöker gärna flockblommiga växter som vildmorot och bockrot. Det har även iakttagits på ljung och korgblommiga växter. Honorna bygger inga egna bon, utan är boparasiter framför allt hos mosandbin (Andrena barbilabris) som lever på blomsterrika sandmarker, men troligen också hos sandbina silversandbi, ärtsandbi, smalbina Lasioglossum prasinum och fibblesmalbi. I samband med äggläggningen dödar honan värdägget eller -larven, så hennes avkomma ostört kan leva på det insamlade matförrådet.

## Utbredning
Utbredningsområdet omfattar Europa från England, Wales, västra Frankrike och Iberiska halvön i väster och österut till Ukraina och Grekland. Norrut når når arten Sverige och Finland. Söderut når den Sicilien och Grekland, men den är mycket sällsynt i Medelhavsområdet. Utanför Europa når den österut via Turkiet till Turkestan i Centralasien.
I Sverige är arten vanlig i Skåne, Småland samt delar av Öland och Gotland, men den förekommer i hela Götaland och Svealand upp till Dalarna och Uppland, om än mera sporadiskt. Arten var före 2015 rödlistad som nära hotad ("NT") i Sverige på grund av att de öppna sandmarker som värdarten mosandbi föredrar hade växt igen. För den svenska populationen har en viss uppgång kunnat konstateras under 2000-talet, och arten är sedan 2015 klassificerad som livskraftig ("LC") i landet.
I Finland, där arten sedan slutet av 1950-talet endast har observerats i landskapen Södra Savolax och Södra Karelen (tidigare fanns den även i Egentliga Finland, Egentliga Tavastland och Nyland), är den rödlistad som starkt hotad ("EN"). 